# Лелашвили, Михаил Михайлович
Лелашвили Михаил Михайлович (1910—?) — советский государственный и партийный деятель. Заслуженный инженер Грузинской ССР.

## Биография
- 1929 после окончания техникума работает электромехаником на железной дороге. Дослужился до начальника Тифлисской железнодорожной телефонной станции
- в 1936 после окончания Тифлисского института электросвязи направлен начальником Отдела связи, дистанции Закавказской железной дороги. Где в 1939 году вступил в ВКП(б)
- 1946-1947 заместитель начальника Закавказской железной дороги по кадрам
- 17.04.1948-24.11.1948 секретарь ЦК КП(б) Грузии по кадрам
- 24.11.1948 - 25.01.1949 секретарь ЦК КП(б) Грузии
- 15.01.1949 - 16.11.1951 председатель Исполнительного комитета Тбилисского городского Совета
- 18.04.1951 - 06.04.1952 председатель Верховного Совета Грузинской ССР
- 11.1951 - 26.04.1952 1-й секретарь Тбилисского областного комитета КП(б) Грузии
- с 1952 уполномоченный Министерства связи СССР по Грузинской ССР
- 1954 председатель Грузинского республиканского Совета профсоюзов
- 1963 - 04.1976 заместитель председателя Президиума Верховного Совета Грузинской ССР